# I peggiori anni della nostra vita (film 1994)
I peggiori anni della nostra vita (Los peores años de nuestra vida) è un film drammatico del 1994 diretto da Emilio Martínez Lázaro.

## Trama
Alberto, invaghitosi di Maria, è disposto a tutto per conquistarne l'amore; per riuscirci si affiderà all'aiuto prezioso di suo fratello Roberto. La sua vita, fino ad allora tranquilla, con la madre indaffarata in cucina e il padre ad allevare galline sul terrazzo di casa, è entrata in quella fase in cui non esiste via di mezzo tra gioia e sofferenza.